# جربارة برييرية
جربارة برييرية (الاسم العلمي:Gerbera perrieri) هي نوع من النباتات تتبع جنس الجربارة من الفصيلة النجمية.